# Svelte (Automarke)
Svelte war eine französische Automarke.

## Unternehmensgeschichte
Das Unternehmen SA des Constructions Mécaniques de la Loire aus Saint-Étienne stellte Motorräder und Schusswaffen her. 1906 begann die Produktion von Automobilen, die als Svelte vermarktet wurden. 1907 endete die Automobilproduktion. Insgesamt entstanden nur wenige Exemplare. Die Verbindung zur Société Manufacturière d’Armes ist unklar.

## Fahrzeuge
Im Angebot standen fünf verschiedene Modelle vom 16 CV bis zum 50 CV. Alle Fahrzeuge verfügten über einen Vierzylindermotor.